# VC Tielen

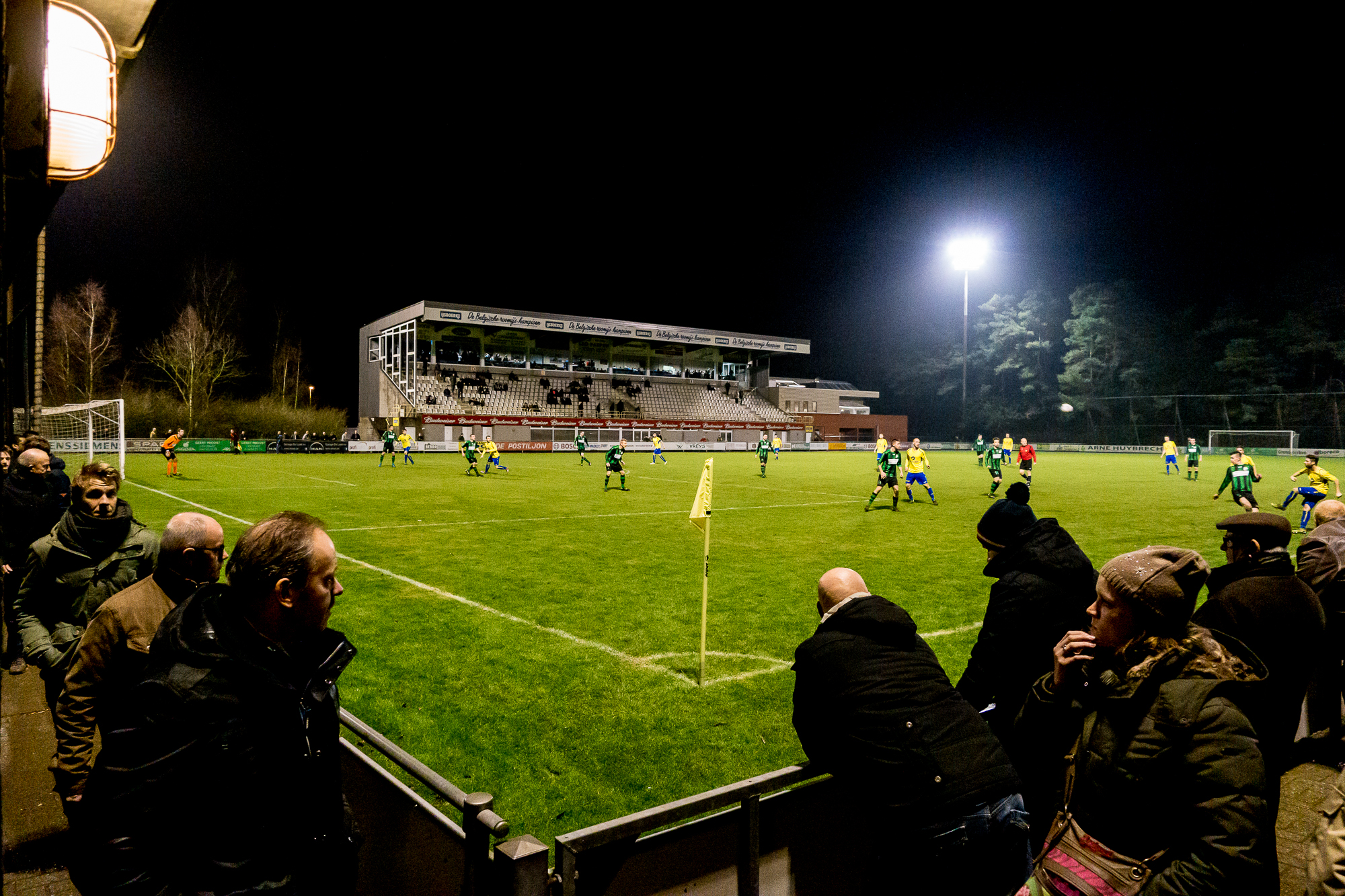
Voormalige thuisbasis van VC Tielen: het Staf Janssenstadion (hier gefotografeerd in 2016).

VC Tielen was een Belgische voetbalclub uit Tielen. De club was aangesloten bij de KBVB met stamnummer 9326. VC Tielen was actief van het seizoen 1999-2000 tot 2006-2007.

## Geschiedenis
De club ontstond in 1999 na het failliet gaan van KFC Tielen. De nieuw opgerichte club begon onder aan de ladder terug in Vierde Provinciale. Tegen 2003 was men reeds opgeklommen tot Eerste Provinciale. Hogerop is de club echter nooit geraakt. In 2007 fusioneerde VC Tielen met KVV Lichtaart Sport tot KFC De Kempen Tielen-Lichtaart. De nieuwe fusieclub zou verder spelen met stamnummer 4469 van het oudere Lichtaart; stamnummer 9326 van het jonge VC Tielen verdween.

## Resultaten
| Seizoen | Klasse | Klasse | Klasse | Klasse | Klasse | Klasse | Klasse | Klasse | Klasse | Reeks            | Punten | Opmerkingen |
| | I      | I      | II     | III    | IV     | P.I    | P.II   | P.III  | P.IV   |                  |        |             |
| --- | ------ | ------ | ------ | ------ | ------ | ------ | ------ | ------ | ------ | ---------------- | ------ | ----------- |
| 2003/04 |        |        |        |        |        | 11     |        |        |        | 1ste prov. Antw. | 32     |             |
| 2004/05 |        |        |        |        |        | 13     |        |        |        | 1ste prov. Antw. | 28     |             |
| 2005/06 |        |        |        |        |        | 10     |        |        |        | 1ste prov. Antw. | 38     |             |
| 2006/07 |        |        |        |        |        | 14     |        |        |        | 1ste prov. Antw. | 30     |             |
| fusie met KVV Lichtaart Sport om zo KFC De Kempen Tielen-Lichtaart te vormen, de nieuwe club ging verder met Lichtaart's stamnummer. Tielen's stamnummer werd geschrapt. |        |        |        |        |        |        |        |        |        |                  |        |             |

## Trivia
De Rode Duivels oefenden soms op de accommodaties van Tielen.